# Comfortably Numb
Comfortably Numb is een rocknummer uit 1979 van de Britse rockband Pink Floyd, bekend door de gitaarsolo van David Gilmour. Het nummer is het 19e nummer (van de 26) van het dubbel album The Wall en is met 6 minuten en 49 seconden het langste nummer op het album. In 1995 werd een extra lange liveversie uit 1994 van 9:10 minuten op het album Pulse gezet, waarbij tijdens de gitaarsolo de lichtreflecterende diamant onthuld werd.

## Film
In Pink Floyd: The Wall is "Comfortably Numb" de begeleidende muziek wanneer Pink (de hoofdpersoon) langzaam gek wordt. De titel van het nummer heeft betrekking op het feit dat Pink onder de invloed van toegediende medicatie kan ontspannen.

## Ontvangst
Het nummer werd buiten het Verenigd Koninkrijk, Ierland,  de VS, Canada en Japan nooit op single uitgebracht en behaalde derhalve in Nederland en België nooit de hitlijsten. Wél staat het album nummer sinds de editie van 2002 onafgebroken genoteerd in de jaarlijkse NPO Radio 2 Top 2000 van de Nederlandse publieke radiozender NPO Radio 2.
In Rolling Stones lijst van "The 500 Greatest Songs of All Time" uit 2004 stond dit nummer op 321. In de update uit 2021 stond het nummer op 179.

## Uitgevoerd door andere artiesten
Tijdens The Wall - Live in Berlin (1990) zong Van Morrison het nummer samen met ex-leden van The Band. 
Het nummer werd gecoverd door Scissor Sisters op hun gelijknamige album en ook door de Sisters of Mercy en Body Count.

## Hitnoteringen

### Evergreen Top 1000
| Evergreen Top 1000 "Comfortably Numb" | Evergreen Top 1000 "Comfortably Numb" | Evergreen Top 1000 "Comfortably Numb" | Evergreen Top 1000 "Comfortably Numb" | Evergreen Top 1000 "Comfortably Numb" | Evergreen Top 1000 "Comfortably Numb" | Evergreen Top 1000 "Comfortably Numb" | Evergreen Top 1000 "Comfortably Numb" | Evergreen Top 1000 "Comfortably Numb" | Evergreen Top 1000 "Comfortably Numb" | Evergreen Top 1000 "Comfortably Numb" | Evergreen Top 1000 "Comfortably Numb" | Evergreen Top 1000 "Comfortably Numb" | Evergreen Top 1000 "Comfortably Numb" | Evergreen Top 1000 "Comfortably Numb" | Evergreen Top 1000 "Comfortably Numb" | Evergreen Top 1000 "Comfortably Numb" |
| Jaar                                  | 2008                                  | 2009                                  | 2010                                  | 2011                                  | 2012                                  | 2013                                  | 2014                                  | 2015                                  | 2016                                  | 2017                                  | 2018                                  | 2019                                  | 2020                                  | 2021                                  | 2022                                  | 2023                                  |
| ------------------------------------- | ------------------------------------- | ------------------------------------- | ------------------------------------- | ------------------------------------- | ------------------------------------- | ------------------------------------- | ------------------------------------- | ------------------------------------- | ------------------------------------- | ------------------------------------- | ------------------------------------- | ------------------------------------- | ------------------------------------- | ------------------------------------- | ------------------------------------- | ------------------------------------- |
| Positie                               | -                                     | -                                     | -                                     | -                                     | -                                     | -                                     | -                                     | -                                     | -                                     | 108                                   | 71                                    | 60                                    | 51                                    | 47                                    | 32                                    | 31                                    |

### NPO Radio 2 Top 2000
| Nummer met noteringen in de NPO Radio 2 Top 2000 | '00 | '01 | '02  | '03 | '04 | '05 | '06 | '07 | '08 | '09 | '10 | '11 | '12 | '13 | '14 | '15 | '16 | '17 | '18 | '19 | '20 | '21 | '22 | '23 | '24 |
| ------------------------------------------------ | --- | --- | ---- | --- | --- | --- | --- | --- | --- | --- | --- | --- | --- | --- | --- | --- | --- | --- | --- | --- | --- | --- | --- | --- | --- |
| Comfortably Numb                                 | 74  | -   | 1356 | 358 | 53  | 25  | 19  | 17  | 34  | 15  | 13  | 12  | 10  | 8   | 8   | 11  | 16  | 12  | 14  | 16  | 19  | 22  | 13  | 14  | 15  |

1. ↑  Een '-' betekent dat het nummer niet was genoteerd en een vetgedrukt getal geeft de hoogste notering aan.
2. ↑  2000 was het eerste jaar met een notering voor dit nummer.